# District de Mandi

Le District de Mandi (hindi : मंडी जिला) est un district de l'état de l'Himachal Pradesh en Inde.

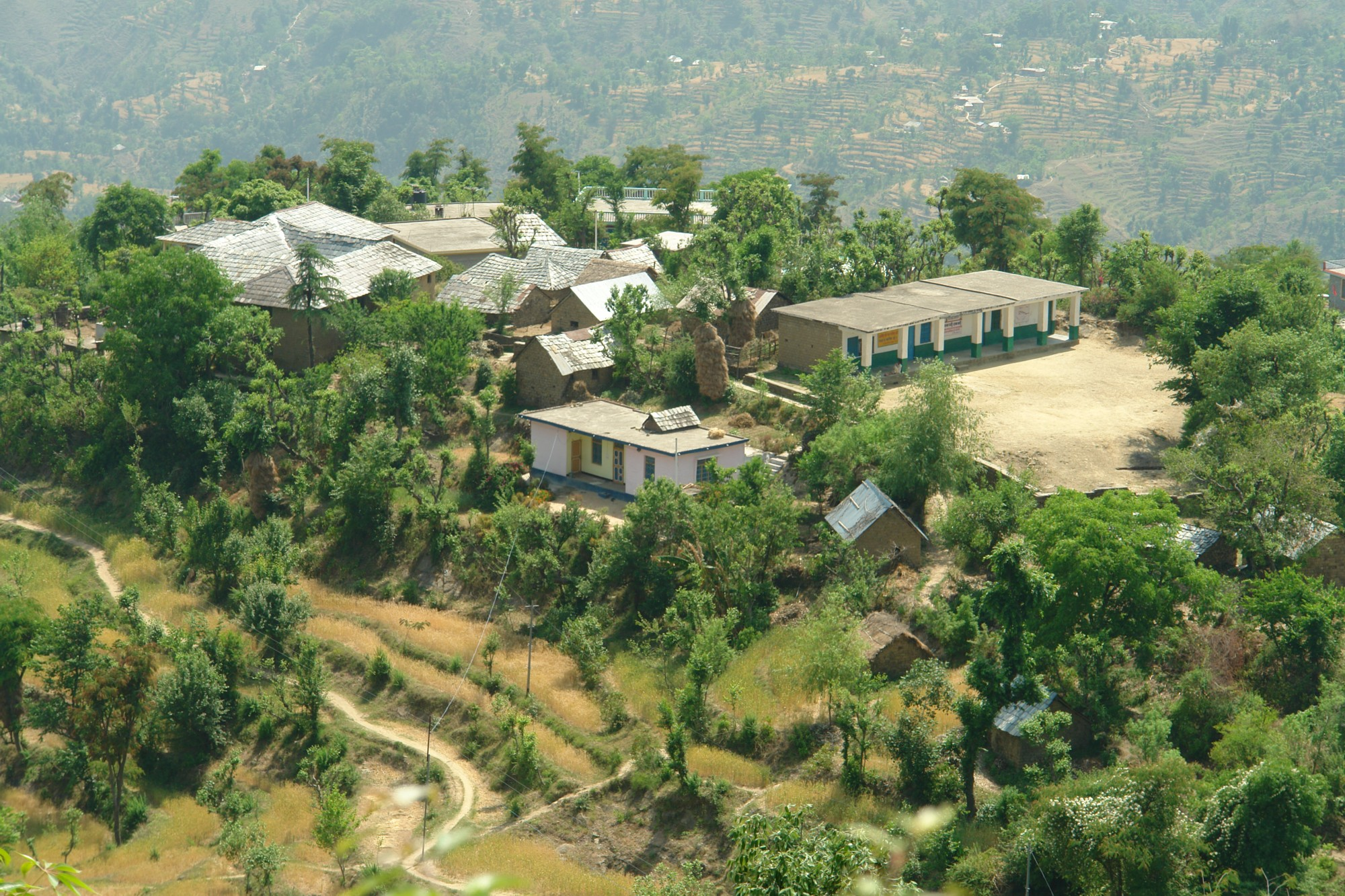
Le village de Kot du district de Mandi.

## Géographie
Sa population de 999 777 habitants (en 2011) pour une superficie de 3 950 km2.

## Histoire
Le district a été formé le 15 avril 1948 par fusion des états princiers de Mandi et de Suket, en même temps que l’Himachal Pradesh.